# Rimini (album)
Albums de Fabrizio De André
Volume VIII
(1975) Fabrizio De André
(1981)
Rimini est le onzième album du chanteur italien Fabrizio De André paru le 31 mars 1978 chez la maison de disques Ricordi.

## Titres de l'album
Toutes les chansons sont de Fabrizio De André sauf mention :
| No  | Titre                                                                         | Durée |
| --- | ----------------------------------------------------------------------------- | ----- |
| 1.  | Rimini                                                                        | 4:08  |
| 2.  | Volta la carta                                                                | 3:49  |
| 3.  | Coda di lupo                                                                  | 5:24  |
| 4.  | Andrea                                                                        | 5:31  |
| 5.  | Tema di Rimini                                                                | 1:52  |
| 6.  | Avventura a Durango (d'après Romance in Durango de Bob Dylan et Jacques Levy) | 4:51  |
| 7.  | Sally                                                                         | 4:49  |
| 8.  | Zirichiltaggia (Baddu tundu)                                                  | 2:18  |
| 9.  | Parlando del naufragio della London Valour                                    | 4:41  |
| 10. | Folaghe                                                                       | 2:58  |